# 仲恺站
仲恺站是一座位于广东省惠州市惠城区潼侨镇的高速铁路车站，位于赣深客运专线上，于2021年12月10日启用。

## 沿革
2016年4月26日，广州市公共资源交易中心发布《新建铁路赣州至深圳客运专线（广东段）地质勘察监理招标公告》，明确该线由惠州至深圳的走向采用西线方案，并指明该线会在惠州市境内设两座车站，分别位于博罗县麻陂镇及惠城区小金口街道。该方案披露后，有网民于惠州市人民政府网络问政平台向惠州市住建局留言，建议该线可于仲恺高新区内增设本站。此问政随后引发较大反响，而惠州市住建局则指该局已在就有关事项与上级部门沟通，并指增设车站的可能性非常大。7月28日，中铁第四勘测设计院披露《新建赣州至深圳客运专线环境影响报告书》。在该份环评报告中，本站为预留车站。
2017年3月，国家铁路局发布批文，支持该站的建设工程与赣深客运专线正线工程同步实施。9月4日，中国铁路经济规划研究院发布征集公告，征集包括本站在内的赣深铁路新建车站设计方案。
2019年12月4日，惠州市公共资源交易中心发布招标公告，对包括4条连接路及本站的交通一体化工程在内的仲恺站交通枢纽配套工程进行招标。2021年12月10日，车站随赣深客运专线开通而启用。

## 设计

### 站体
该站在规划初期的面积为3,000平方（32,000平方英尺），而在中国铁路经济规划研究院于2017年9月4日披露的《新建赣州至深圳铁路客运专线（广东段）和平东站等8站建筑概念设计方案征集信息公告》中，该站的总面积被扩大至8,000平方（86,000平方英尺）。此外，该站另设置总建筑面积为14,000平方（150,000平方英尺）的架空层及若干配套建筑。
本站为高架车站，按县区站点标准建设，是赣深客运专线最小的新建车站之一。

### 站台及配线
该站的轨行区为2台4线布局，车站北端会预留一对接口。赣深客专至广汕铁路仲恺联络线则会从上述接口引出，至麻地岭接入广汕铁路，以解决广汕铁路不再设置惠州北站后两线之间的连接及换乘问题。上述联络线完工后，由惠州南站往广州东站方向出站的列车可经由上述联络线及本站前往深圳北站，反之亦然。

### 车站楼层
| 地上二层 | 侧式站台 | 侧式站台                            | 侧式站台 | 侧式站台 |
|          | 2站台    | 赣深高铁 赣州西方向（下站：惠州北） |          |          |
|          |          | 赣深高铁 赣州西方向正线             |          |          |
|          |          | 赣深高铁 深圳北方向正线             |          |          |
|          | 1站台    | 赣深高铁 深圳北方向（下站：东莞南） |          |          |
|          | 侧式站台 |                                     |          |          |
| 地面     | 站厅     | 售票处、进站口、候车区、出站口      |          |          |

## 接驳交通
| 巴士 \| 编号 \| 编号 \| 线路 \| 线路 \| 线路 \| 收费 \| 运营商 \| 备注 \| \| ---- \| --------- \| -------------- \| ---- \| -------------- \| ----- \| -------- \| ---- \| \| \| 11 \| 火车站 \| ⇆ \| 赣深高铁仲恺站 \| 2–5元 \| 交投六分 \| \| \| \| 321B仲恺 \| 赣深高铁仲恺站 \| ⇆ \| 仲恺汽车站 \| 2–5元 \| 金达运输 \| \| \| \| 329快仲恺 \| 赣深高铁仲恺站 \| ⇆ \| 东江科技园 \| 2–9元 \| 金达运输 \| \| \| \| 332仲恺 \| 仲恺汽车站 \| ⇆ \| 赣深高铁仲恺站 \| 2–4元 \| 金达运输 \| \| |           |                |      |                |       |          |      |
| 编号 | 编号      | 线路           | 线路 | 线路           | 收费  | 运营商   | 备注 |
| | 11        | 火车站         | ⇆    | 赣深高铁仲恺站 | 2–5元 | 交投六分 |      |
| | 321B仲恺  | 赣深高铁仲恺站 | ⇆    | 仲恺汽车站     | 2–5元 | 金达运输 |      |
| | 329快仲恺 | 赣深高铁仲恺站 | ⇆    | 东江科技园     | 2–9元 | 金达运输 |      |
| | 332仲恺   | 仲恺汽车站     | ⇆    | 赣深高铁仲恺站 | 2–4元 | 金达运输 |      |

## 利用状况
截至2025年1月5日全国铁路季度调图，仲恺站共开行33趟列车，其中上行14列、下行19列。